# Christopher Duplanty
Christopher David "Chris" Duplanty, född 21 oktober 1965 i Palo Alto, är en amerikansk vattenpolomålvakt. Han ingick i USA:s landslag vid olympiska sommarspelen 1988, 1992 och 1996.
Duplanty deltog i den olympiska vattenpoloturneringen i Seoul där USA tog silver. I den olympiska vattenpoloturneringen i Barcelona slutade USA på en fjärdeplats och i den olympiska vattenpoloturneringen i Atlanta på en sjundeplats.
Duplanty studerade vid University of California, Irvine. Förutom för OS-silver tog han guld i vattenpolo vid panamerikanska spelen 1995 och silver vid panamerikanska spelen 1991.